# Project BLUE 地球SOS
『Project BLUE 地球SOS』（プロジェクトブルー ちきゅうエスオーエス）は、AT-Xにて2006年7月2日より同年12月2日まで月1回放送していたSFアニメ。全6話。
原作は小松崎茂のSF冒険活劇物語（絵物語）『地球SOS』。
2007年1月から3月まで独立UHF局などで、2008年1月5日から3月22日までNHK-BS2でも放送された。2009年9月3日よりディズニーXD、2012年3月16日よりアニマックスでも放送。
インターネットによるアニメ配信サービスサイト・バンダイチャンネルでも配信されている。

## 概要
画家である小松崎茂の絵物語『地球SOS』を原作としたSFアニメ作品。原作を生かしたレトロフューチャーな世界像を特徴とする地球侵略ものSFである。
冒頭に述べたとおり、AT-Xでは毎月1回“AT-Xプレミア”と称した1時間の特設枠にて放送した。このような放送形式のテレビアニメ作品は、2001年 - 2002年に同AT-Xで放送された『フィギュア17 つばさ&ヒカル』以来となる。なおAT-Xプレミアでは、毎回初回放送のみがノンスクランブル放送（常時「AT-Xプレミア」のロゴ表示あり）、リピート放送時はスクランブル放送（常時ロゴ表示なし）での放送となった。
2007年1月からの地上波放送ではオリジナルの全6話を前後編に分割し、各編30分番組に再構成して全12話として放送した。NHK-BS2やアニマックスでも同様の放送形態である。なお、地上波では提供画面及びクレジットは表示されなかった。また、ディズニーXDではその前後編を2話ずつ放送するという、ほぼAT-X版に近い放送形態となっている。

## あらすじ
西暦2000年、人類は公害を出すことのない究極のエネルギー発生装置・G反応機関を利用した爆発的な技術進歩と調和の時代を迎えていた。
そんな折、地球首都・メトロポリタンとニューヨークをわずか1時間半で繋ぐ超弾丸列車・イナズマ号が開通式当日に謎の光に包まれ、文字通り“消失”するという奇怪な事件が発生した。
偶然消失の場に居合わせた2人の天才少年（ビリー・キムラ、ペニー・カーター）は事件を調査するうちに、世界各地で同じような事件が続発しているという事実を知る。
そして2人は国連が秘密裏に設立した地球防衛組織・迷宮機関と関わりを持ち、事件の背後に潜む、恐るべき地球外生命体の陰謀から地球を守るために彼らの頭脳と、そこから生み出される数々の英知を駆使して戦いを挑んでいくのだった。

## 登場人物

### 少年少女たち
ペニー・カーター
声 - 斎賀みつき
1986年2月11日生まれ。マサチューセッツ工科大学を首席で卒業。1990年7月4日打ち上げの人類初の有人火星探査ロケットに搭乗していた、NASA所属の宇宙飛行士で操縦士の父と生物学者の母をバグア遊星人の攻撃によって失う。実際には両親は拉致されており、後にバグア遊星人のゾンビ兵にされ目の前で母親の死を経験する。両親がいないため普段は愛犬のワシントンと暮らしている。暗い過去からかニヒルな一面がありビリーとよく衝突するが、根は心優しい少年。境遇の似通うマーガレットに好意を抱くようになり、最後にはバグア遊星人の根絶よりも、彼女の生存と願いに希望をかけてエレメントXを装置にセットする。
ビリー・キムラ
声 - 渡辺明乃
G反応機関の製造で財を成し総資産2000億ドルともいわれるキムラ財閥の御曹司。アメリカに住む日本人の父と金髪の母の間から生まれた日系2世。14歳でイギリス王立大学を首席で卒業した天才児。傲慢な面があり、またペニーとは何かにつけて衝突するが、根は純真な少年。ロッタに恋心を抱いている。
マーガレット
声 - 日笠山亜美
スチムソンの孫娘。ビリー達の前に現れ謎のメッセージを伝えた少女に容姿が酷似している。境遇の似通うペニーに好意を抱くようになる。実は彼女は人間ではなく、スチムソンが創った初代インファーベル＝マスター・インファーベルだった。バグア遊星人に拉致された後に彼らの境遇に理解を示すようになり、最後はバグア遊星人が全滅した後に現れた赤ん坊を抱いて宇宙への旅に出た。
ロッタ・ブレスト
声 - 広橋涼
ブレストの1人娘。お嬢様らしい言葉遣いと少々ずれた言動をし、よく気絶する。

### 迷宮機関のメンバー
アルバード・ブレスト博士
声 - 小川真司
迷宮機関を設立した科学者で同機関の責任者。
ジェームズ
声 - うえだゆうじ
元アメリカ軍のパイロット。1995年1月7日にG反応ジェットエンジンを搭載した初の航空機の実験飛行中に、バグア遊星人によって誘拐され、肉体改造を施される。脳をいじられる前に脱出に成功し、迷宮機関に匿われる。彼らの細胞を移植されたがゆえに、超人的な活躍を見せまた何度も死地からよみがえるが、最後はバグア遊星人とともに死を迎える。
エメリー
声 - 大原さやか
ロッタの家庭教師を務める金髪の美女。実は迷宮機関がロッタを護衛するために派遣したエージェント。
アンダーソン博士
白人女性博士。ブレスト博士の右腕。バグア遊星人の解剖中に襲われてしまう。
李博士
奇抜な髪型の男性博士。ブレスト博士の右腕。バッキーショーの大ファン。
ウォルター
オペレーター。黒人男性。
マギー
オペレーター。白人女性。

### その他
クレイトン大尉
声 - 池田勝
かつてアメリカ軍に所属していた国連軍の軍人。ジェームズの上官で彼が行方不明になった事故の真相を確かめようと独自の調査を行っていた。ジェームズと再会後は彼の行動・様子に疑問を抱いている。ユニバースナイト発進の際に怪人と格闘して重傷を負い死亡する。コードネーム：×3。
トーマス・スチムソン教授
声 - 品川徹
常人の理解を超えた数々の学説を発表して学会を追われた「変人」科学者。その後、独自の調査で銀河系には地球以外生命体が存在しないことを知る。それならばと自らの手で人工生命体インファーベルを創り、宇宙へと送り出す。後に爆発的進化を遂げた彼女らがバグア遊星人となって地球を襲う。自らの失敗に気づいた博士は、エレメントXをシノニムの棲み家に託した。故人。
フリーマン
声 - 鈴木勝美
国際連合事務総長。バグア遊星人に降伏するとみせかけて自爆テロを狙うが失敗し殺されてしまう。
ホーナー
声 - 小山武宏
国連軍の司令官。バグア遊星内で戦死。
？
声 -
妨害活動や諜報活動を行う、バグア遊星人の手下と思しき怪人。何度も死地から甦るが、最後はクレイトン大尉の一撃で倒される。
トニー・キムラ
声 - 稲葉実
ビリーの父親でキムラ財閥の会長。メトロポリタンに構えた大きなビルに息子と共に住んでいる。家族を大切にしており、息子を愛しているが当人からは少し鬱陶しく思われている。インビンシブル号建造に出資している。また、人気ラジオ番組バッキーショーのスポンサーでもある。
オデンワルド教授
声 - 楠見尚己
ケニーが卒業した学校の恩師で、スチムソンの知人だった教授。G反応機関を停止させる電磁性物質エンゼルヘアーの解析を依頼されるが、怪人に殺される。
トレーシー
インビンシブル号救助のためのロケット打ち上げ計画にビリーがクルーとして雇った老宇宙飛行士のコマンダー。打ち上げ直後にバグア遊星人によって攻撃され死亡する。息子（トレーシーJr、声：志村知幸）と孫娘がおり、息子はビリーが失敗に打ちひしがれていた際に、トレーシーの気持ちと覚悟を伝え彼を勇気づけた。

## 用語・登場兵器
バグア遊星人
地球を狙う侵略者。人類を遥かに凌ぐ科学力を持つ。人間を虫けら扱いし捕虜を殺害し、その死体をゾンビ兵として操り自爆テロを起こす、気候を変動させ地球を寒冷化させる等、手段を選ばない方法で地球を攻撃し人類に降伏を求める。
昆虫の様な外見をしており、頭部には一対の複眼の様な目と触角、体には一対の手足が付いており、2足歩行で移動する。血液は人間同様赤く、外皮は頑強で全身が炎に包まれてもしばらくすると息を吹き返す。
その正体は、スチムソン博士が創造し宇宙に送り出した（人間そっくりの）人工生命体「インファーベル」。宇宙で突然変異して異形の姿になってしまい、また余命わずかとなってしまった彼らは本来の姿と生命力を取り戻すため、スチムソン博士の遺産「エレメントX」を入手しようとする。しかし、もはやエレメントXの力をもってしても彼らを救うことはできず、人間の姿を取り戻して安堵した直後に全員が肉体崩壊を起こして死亡してしまう。が、その屍山血河の中から、次世代のインファーベルの赤ん坊が一人産まれた。
エレメントX
スチムソン博士が「シノニムの棲み家」に残したとされる物質。バグア遊星人はこの物質で種としての滅亡を避けられると考え、怪人が血まなこになって探している。
ヘルメットワーム
バグア遊星人が使用している円盤状の飛行物体。推進装置は重力変更推進装置、武装は円が連なったような熱線を発射する熱線砲。プラズマ防御障壁やエアコンも装備している。最高速度はマッハ25。大気圏内の他、宇宙での運用も可能。空対空戦闘機、攻撃機、シャトルとしての役割の他、赤い触手の様なものを出して人や動物を機内に取り込むものも存在する。機動性能、攻撃性能共に国連軍の保有する戦闘機を凌駕し、熱線砲の威力は戦車や戦闘機を一撃で撃破できるほど。
スカイナイト
迷宮機関が対侵略戦闘用に開発した新型戦闘機。三基のG反応機関を有する大気圏内専用機で、機体の形状はF-104などのセンチュリーシリーズに類似している。既存の国連軍戦闘機と比較すると速力・運動性で圧倒的に優れ、ヘルメットワームと互角に戦闘を行うことが可能なほどの性能を持つ。武装として絶大な威力を持つ「G放電装置」を主翼に8基装備しており、広範囲に対する攻撃が可能。
トリックスター
G反応機関のテストを目的とした国連空軍の試作戦闘機。最高速度はマッハ9以上で、高度9万8000フィートで巡航が可能。翼端に2基のG反応機関を有している。1995年にフロリダ上空での試験飛行中に消息を絶った。
スーパーモール
ドリル掘削兵器。地中魚雷を発射できる。
インビンシブル号
迷宮機関が極秘に開発していた空中戦艦。垂直離着陸でき大気圏の他衛星軌道上での活動も可能。スーパーGX砲を持ち、シールドを展開できる。スカイナイトとスーパーモールを収納している。
ユニバースナイト
スカイナイトの10倍の速力、50倍のパワーを持つ宇宙空間用の戦闘機。シールドを展開できる。武装であるスーパーGX砲はヘルメットワームや敵母艦を数百単位で破壊する攻撃力を持っている。
G反応機関
人類が手に入れた新しい動力源。絶対安全の小型の原子力発電か。航空機やロケットの動力はほとんどがこれに置き換わっており、全世界には電力供給用に約430基のG反応炉が存在している。キムラ重工が生産で大きなシェアを持っている模様。
フロンティア2号
G反応を動力としたロケットへの過渡期に製造されたもので、固形燃料と液体酸化剤で飛行するハイブリッド型ロケット。打ち上げ可能な状態でダイナソア博物館に産業遺産として展示されていたが、ビリーがインビンシブル号救助に使用するため、大金を使って借り上げ5人のクルーを乗せて打ち上げるが、直後3機のヘルメットワームによって撃墜される。
国連軍
国連の指揮下にある軍隊で、陸海空の3軍が登場した。司令官はホーナー。作中ではアメリカ軍（州兵以外）は国連軍に統合されており、各軍事施設もそのまま使用されている。保有兵器はM47パットン、F-86に類似した形状の後進翼にそれぞれ2発のミサイルを搭載した戦闘機、単装砲とミサイルランチャーを装備した駆逐艦、航空母艦、大型ミサイルを発射可能な潜水艦等。バグア遊星人の侵略に対しては、対応が後手に周り有効な手立てを取れなかった。

## スタッフ
- 原作 - 小松崎茂（「地球SOS」双葉社刊）[1]
- 監督 - 岡村天斎[1]
- シリーズ構成 - 山口亮太
- キャラクターデザイン - 松竹徳幸[1]
- 設定デザイン - 星地、岡田有章
- メカニックデザイン - 荒牧伸志、福地仁[1]
- 美術設定 - 平沢晃弘
- 美術監督 - 岡部順（第1話）→桑原悟（第2話 - ）
- 色彩設計 - 西表美智代
- 撮影監督 - 中村昌樹
- 編集 - 今井剛
- 音楽 - 大島ミチル[1]
- 音響監督 - 若林和弘
- プロデューサー - 清水和夫、神部宗之
- アニメーション制作 - A・C・G・T[1]
- 製作 - Project BLUE 製作委員会（アミューズソフトエンタテインメント、AT-X、メモリーテック、IMAGICAイメージワークス、東芝エンタテインメント、ジェンコ）

## 主題歌
オープニングテーマ「ProjectBLUE 地球SOSのテーマ」
作曲・編曲 - 大島ミチル
エンディングテーマ「風の産声」
作詞 - 稲葉エミ / 作曲・編曲 - セキタヒロシ / 歌 - solua

## 各話リスト
| 話数 | サブタイトル                            | 脚本              | 絵コンテ          | 演出                | 作画監督            |
| ---- | --------------------------------------- | ----------------- | ----------------- | ------------------- | ------------------- |
| 1    | 怪円盤襲来！ スカイナイト発進せよ！     | 山口亮太          | 岡村天斎          | 岡村天斎            | 松竹徳幸 須賀重行   |
| 2    | 要塞島出現！ メトロポリタンX危機一髪！  | 山口亮太          | 笹木信作 坂田純一 | 工藤進              | 松本文男 須賀重行   |
| 3    | 侵略の魔手！ G反応炉作動せず！          | 山口亮太 赤星政尚 | 岡村天斎          | 工藤進 久原謙一     | 松本文男 福世孝明   |
| 4    | 遊星人の罠！ インビンシブル号応答せよ！ | 山口亮太          | 岡村天斎          | 木村寛              | 松本文男            |
| 5    | 極限の攻防！ エレメントXの謎を解け！    | 赤星政尚 山口亮太 | 岡村天斎          | 池畠博史 木村寛     | 野口寛明 松本文男   |
| 6    | 超兵器出撃！ 地球最期の戦い！           | 山口亮太          | 岡村天斎          | 小山田桂子 久原謙一 | 宮本佐和子 松本文男 |

## 放送局
| 放送地域 | 放送局     | 放送期間                | 放送日時           | 放送系列       | 備考                           |
| -------- | ---------- | ----------------------- | ------------------ | -------------- | ------------------------------ |
| 日本全域 | AT-X       | 2006年7月2日 - 12月2日  | 毎月1回            | CS放送         | 「AT-Xプレミア」特設枠にて放送 |
| 千葉県   | チバテレビ | 2007年1月9日 - 3月27日  | 火曜 25:30 - 26:00 | 独立UHF局      |                                |
| 埼玉県   | テレ玉     | 2007年1月9日 - 3月27日  | 火曜 25:30 - 26:00 | 独立UHF局      |                                |
| 愛知県   | テレビ愛知 | 2007年1月9日 - 3月27日  | 火曜 27:58 - 28:28 | テレビ東京系列 |                                |
| 神奈川県 | tvk        | 2007年1月10日 - 3月28日 | 水曜 25:15 - 25:45 | 独立UHF局      |                                |
| 東京都   | TOKYO MX   | 2007年1月11日 - 3月29日 | 木曜 25:30 - 26:00 | 独立UHF局      |                                |
| 兵庫県   | サンテレビ | 2007年1月11日 - 3月29日 | 木曜 26:05 - 26:35 | 独立UHF局      |                                |

## 関連商品

### DVD
Vol.1とVol.4には、彩色済みモデルが付加される初回限定生産版と通常版がある。
1. 2006年8月25日
2. 2006年9月22日
3. 2006年10月27日
4. 2006年11月24日
5. 2006年12月22日
6. 2007年1月26日

発売・販売元：アミューズソフトエンタテインメント、収録時間：45分+特典映像

### CD
- TVアニメ「Project BLUE」ED主題歌 風の産声 [Maxi] 2006年9月21日
- TVアニメ「ProjectBLUE 地球SOS」オリジナルサウンドトラック 2006年11月22日

レーベル：ランティス

### ノベライズ
ハヤカワ文庫JAとして早川書房より刊行された。全2巻。著：東野司、原作：小松崎茂、カバー絵：松竹徳幸・松本文夫。
- 『ProjectBLUE 地球SOS 1』ISBN 4-15-030860-8
- 『ProjectBLUE 地球SOS 2』ISBN 4-15-030864-0